# Музей военной связи и электроники (Онтарио)
Музей военной связи и электроники (англ. Military Communications and Electronics Museum, фр. Musée de l'électronique et des communications militaires) — военный музей в Кингстоне, Онтарио, Канада. Является членом Организации военных музеев Канады. Музей связи был создан на одной из военных баз в 1961 году и переехал в нынешнее специально построенное для него здание в 1996 году.
Описанный «Lonely Planet» как «комплексный и хорошо продуманный музей, предлагающий хронологические экспозиции по коммуникационным технологиям и различным военным приборам», музей предлагает посетителю рассмотреть развитие военных коммуникаций, начиная с 1903 года, вплоть до Первой и Второй мировых войн, Корейской войны, операций НАТО и миротворческих миссий Организации Объединенных Наций в современную эпоху спутниковой связи.

## Экспонаты
Канадские солдаты представлены в музее манекенами в военной форме соответствующих эпох, укомплектованными стационарными источниками связи, в подземных блиндажах с мешками и песком, на военных транспортных средствах при использовании военной техники связи. Начало истории канадских военных радиосигналов датируется 1903 годом, когда был создан базирующийся в запасе Канадский сигнальный корпус как первый в своем роде в Содружестве. Экспонаты расположены в хронологическом порядке со времен Первой мировой войны до недавней миссии Международных сил содействия безопасности в Афганистане.
Артефакты Великой войны включают кабельный фургон, восстановленный местными связистами, распределительный щит с первых развертываний телефонных коммуникаций для управления артиллерией, оборудование с азбукой Морзе и противогазы, которые связисты должны были держать наготове в случае химической атаки.
Использование шифрования, радиоэлектронной разведки и случаи контрразведки также задокументированы, особенно в эпоху Второй мировой войны, когда прорыв в машинном шифре Энигмы силами союзников оказал решающее стратегическое значение.
Две радарные антенны от CFS Ramore были переданы в дар Музею военной связи и электроники в Кингстоне после окончания службы. В музее также представлена полная работающая радиолюбительская станция в системе радиосвязи канадских вооруженных сил (CFARS); позывными станции являются CIW64 (CFARS), CIW964 (CFARS) и VE3RCS (радиолюбительская служба).
Военный мемориал «Канада оплакивает своих погибших сыновей» является частью музея и включает в себя три гипсовые модели, созданные скульптором Уолтером Алвардом во время проектирования Вимийского мемориала во Франции.
В 2013 году была опубликована книга «Семафор-спутник», в которой рассказывается об истории роты связи и электроники Канадских вооруженных сил и ее основополагающих элементов (Канадский сигнальный корпус, канадская дополнительная радио-бригада военно-морских сил и рота электросвязи ВВС Канады).